# Виноградний Сад (археологічна пам'ятка)
Виноградний Сад або Виноградний Сад 1 — археологічна пам'ятка — поселення 15-13 ст. до н. е.

## Розташування
Пам'ятка розташована біля села Виноградний Сад Доманівського району Миколаївської області, в заплаві правого берега річки Південний Буг.

## Історичний період
Належить до поселень сабатинівської культури пізнього періоду бронзової доби. Українські дослідники ототожнюють його з «містом людей кімерійських», що згадується в Північному Причорномор'ї Гомером у поемі «Одіссея».

## Дослідження
Дослідження проводились у 1982–1994 рр.. Миколаївською археологічною експедицією НАН України.

## Загальний опис
Відкрито понад 10 тис. м2 площі із залишками скам'янілих основ стін жител та господарських будівель з великою кількістю кам'яних, кістяних, бронзових знарядь праці, глиняного посуду, залишками тварин та риб. Знайдені також зернотертки. В центрі поселення вперше виявлено унікальний раніше невідомий науці комплекс площею більше 250 м² для підсушування та зберігання зернових запасів. Глинобитний майданчик і наземні глинобитні будівлі на ньому обладнано спеціальними печами. Підлога цих приміщень щільно утрамбована та обпалена для міцності. У районі печей виявлено безліч обвуглених зернівок. Це може свідчити про те, що тут було громадське сховище, продукція землеробства заготовлялася не лише для внутрішнього споживання, а й для торговельного обміну. У південній частині поселення була кузня, а в кожній оселі збереглися робочі місця майстрів з відповідними знаряддями праці для виготовлення шкіряних виробів, кістяних знарядь, зброї, тари, засобів транспорту, частина яких ішла на обмін. Усе це вказує на значну роль ремесел у землеробсько-скотарському (за допоміжної ролі рибальства) господарстві мешканців поселення. Планіграфія поселення, його компактна забудова, знахідки ремесла і торгівлі дають змогу вбачати в ньому найдавніші риси протоміста. Розташоване нижче Гардівського порогу на річці Південний Буг, разом з поселеннями Бузьке і Кременчук (за назвами сіл Вознесенського району Миколаївської області), що на лівому березі, контролювали як риболовецькі угіддя, так і прадавній водний шлях по річці Південний Буг і один з широтних суходільних шляхів.

## Сучасний стан
Разом з розташованою поруч пам'яткою доби середньої бронзи, поселенням, що належить до катакомбної культури «Виноградний Сад 2», поселення «Виноградний Сад 1» майже повністю затоплене внаслідок добудови Ташлицької ГАЕС та підняття рівня Олександрівського водосховища.

## Охоронний статус
27 грудня 2001 року пам'ятка Виноградний Сад постановою Кабінету міністрів України була занесена до Державного реєстру нерухомих пам'яток України національного значення. До нового реєстру, затвердженного Кабінетом міністрів України 3 вересня 2009 р., пам'ятка Виноградний Сад вже не потрапила.